# 2. HOL za muškarce 1997./98.
Druga hrvatska odbojkaška liga je predstavljala drugi rang natjecanja hrvatskog odbojkaškog prvenstva u sezoni 1997./98. Sudjelovalo je ukupno 29 klubova raspoređenih u četiri skupine - Istok, Centar, Zapad i Jug.

## Konačni poredak

### Istok
1. Daruvar (Daruvar)
2. Elektra (Osijek)
3. Hrvatski dragovoljac (Županja)
4. Valpovo (Valpovo)
5. Pauk Veronika II (Županja)
6. Metalac OLT II (Osijek)
7. Đakovo (Đakovo)
8. Brod (Slavonski Brod)

### Centar
1. Čakovec (Čakovec)
2. Novi Zagreb II (Zagreb)
3. Industrogradnja (Zagreb)
4. Varaždin II (Varaždin)
5. Mladost II (Zagreb)
6. Dandi Mont (Zagreb)
7. Črečan (Macinec - Črečan)
8. Medicinar (Zagreb)
9. Krlovac II (Karlovac)
10. Čazmatrans II (Čazma)

### Zapad
1. Rovinj (Rovinj)
2. Rijeka II (Rijeka)
3. Pula (Pula)
4. Opatija (Opatija)
5. Kvarner (Rijeka)
6. INA Delta (Rijeka)

### Jug
1. Marjan (Split)
2. Domagoj (Opuzen)
3. Šibenik (Šibenik)
4. Goran (Bibinje)
5. Mladost II (Kaštel Lukšić)

### Kvalifikacije za 1. ligu
1. Daruvar (Daruvar)
2. Marjan (Split)
3. Čakovec (Čakovec)
4. Rovinj (Rovinj)